# Son Na-eun
Đây là một tên người Triều Tiên, họ là Son.
Son Na-eun (tiếng Hàn: 손나은; sinh ngày 10 tháng 2 năm 1994), thường được biết đến với tên nghệ danh Naeun, là một nữ ca sĩ và diễn viên người Hàn Quốc. Cô là cựu thành viên của nhóm nhạc nữ nổi tiếng Hàn Quốc, Apink. Ngoài các hoạt động cùng nhóm, Son Na-eun còn tham gia nhiều bộ phim truyền hình. Sau khi rời nhóm Son Na-eun từ bỏ nghề ca sĩ thần tượng và tập trung cho sự nghiệp diễn xuất với tư cách là một diễn viên.
Vào tháng 4 năm 2021, Son Na-eun không gia hạn hợp đồng với IST Entertainment cô sẽ rời công ty sau 10 năm gắn bó. Mặc dù cô vẫn là thành viên của Apink. Tháng 5, cô gia nhập YG Entertainment với tư cách là một diễn viên để tập trung sự nghiệp vào diễn xuất. Ngày 8 tháng 4 năm 2022, Son Na-eun thông báo rời Apink sau 11 năm gắn bó với nhóm vì lý do xung đột lịch trình giữa công ty quản lý cũ IST Entertainment và công ty quản lý hiện tại của Na-eun YG Entertainment. Cả hai công ty quản lý đã trao đổi nhiều sau khi đi đến quyết định Apink sẽ hoạt động nhóm với đội hình 5 người và không có Son Na-eun. Còn Son Na-eun sẽ tập trung cho sự nghiệp diễn xuất và từ bỏ nghề thần tượng, nhưng cô vẫn ủng hộ nhóm với tư cách là Panda (tên fandom, fan hâm mộ của apink).

## Tiểu sử và sự nghiệp

### 1994–2010: Cuộc sống đầu đời và sự nghiệp
Son Na-eun sinh ngày 10 tháng 2 năm 1994 tại quận Gangnam, Seoul, Hàn Quốc. Cô sinh ra trong một gia đình có truyền thống nghệ thuật. Mẹ cô là giám đốc bảo tàng nghệ thuật trong khi em gái của cô, tên là Son Sae-eun, theo đuổi sự nghiệp thể thao với tư cách là một vận động viên chơi golf chuyên nghiệp ở Hàn Quốc. Cô theo học trường Trung học Chungdam và sau đó chuyển đến Trường Trung học Biểu diễn Nghệ thuật Seoul (SOPA), từ đó cô tốt nghiệp vào ngày 7 tháng 2 năm 2013. Cùng năm đó, cô được nhận vào khoa Sân khấu và Điện ảnh của Đại học Dongguk với chuyên ngành diễn xuất. Cô cũng được chọn làm đại sứ cho trường đại học nói trên vào năm 2014 cùng với Yoona của Girls' Generation và Park Ha-sun.
Ban đầu mơ ước trở thành một họa sĩ, Son Na-eun tình cờ tình cờ tham gia buổi thử giọng cho hãng thu âm Hàn Quốc JYP Entertainment. Cô đã tham gia buổi thử giọng và biểu diễn "It's Not Love" bởi Wonder Girls. Sau đó, cô được thông báo về việc vượt qua buổi thử giọng của họ và sau đó trở thành thực tập sinh của công ty. Tuy nhiên, cô đã chuyển đến Cube Entertainment và tiếp tục làm thực tập sinh. Trong quá trình đào tạo, Son Na-eun vào năm 16 tuổi đã xuất hiện trong các video âm nhạc "Breath" và "Beautiful" của Beast với vai nữ chính.

### 2011–2016: Ra mắt với Apink và bắt đầu sự nghiệp diễn xuất

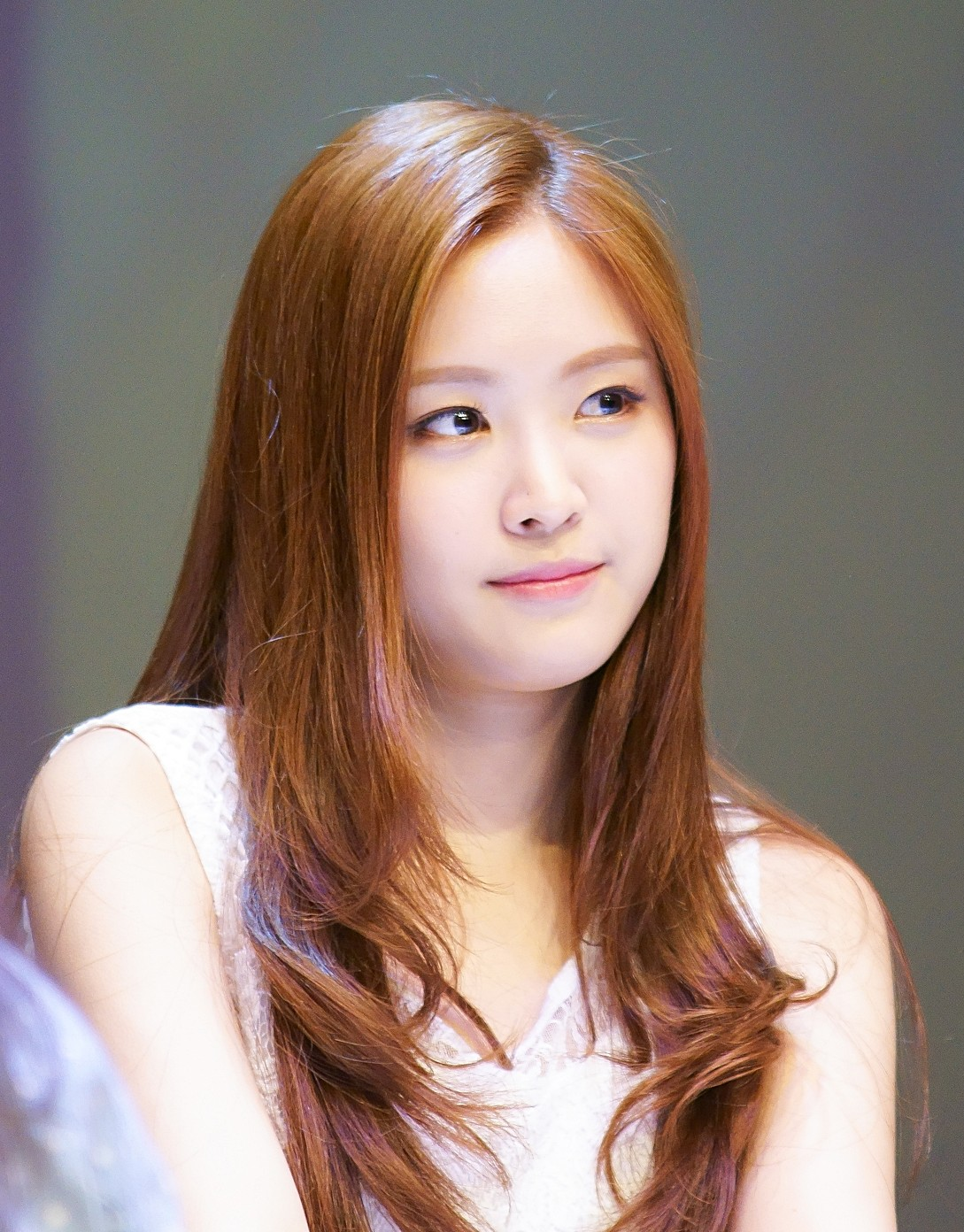
Son Na-eun vào tháng 5 năm 2014.

Son Na-eun là thành viên Apink đầu tiên được công bố vào tháng 2 năm 2011. Nhóm đã phát hành mini album đầu tay Seven Springs of Apink vào ngày 19 tháng 4 cùng với một video âm nhạc cho bài hát chủ đề "I Don't Know" (몰라요). Vào ngày 21 tháng 4, Son Na-eun chính thức ra mắt cùng Apink dưới A Cube Entertainment (hiện nay là Play M Entertainment), một công ty độc lập dưới Cube Entertainment. Cùng ngày hôm đó, nhóm bắt đầu quảng bá trên M Countdown của Mnet, biểu diễn các bài hát "I Don't Know" (몰라요) và "Wishlist".
Năm 2012, Son Na-eun xuất hiện lần đầu với vai Hae-in thời trẻ trong bộ phim cổ trang Đại phong thủy. Sau đó, cô đã có tham gia bộ phim đầu tay trong phần 5 của loạt phim hài Cưới nhầm Mafia, mang tên "Return of the Noble Family". Sau đó, Son Na-eun đóng vai phụ trong bộ phim gia đình Childless Comfort và phim hài lãng mạn Trở lại tuổi 20. Năm 2016, cô đóng vai chính trong bộ phim hài lãng mạn Lọ Lem và bốn chàng hiệp sĩ của tvN.
Trong suốt năm 2013 và 2014, Son Na-eun đã tham gia chương trình truyền hình thực tế We Got Married mùa 4 của MBC cùng với Taemin của Shinee trong vai một cặp vợ chồng ảo, sự xuất hiện của cô trong chương trình đã giúp cô giành được giải thưởng "Ngôi sao của năm" và được đề cử cho giải "Cặp đôi đẹp nhất" tại MBC Entertainment Awards năm 2013. Cặp đôi được chọn là cặp vợ chồng ảo trẻ nhất trong lịch sử của chương trình. Cặp đôi kết hôn ảo đã chia tay khán giả sau khi tập cuối cùng được phát sóng vào ngày 4 tháng 1 năm 2014 sau 8 tháng với tổng cộng 36 tập được phát sóng.

### 2017–nay: Tiếp tục hoạt động cá nhân
Năm 2017, có thông tin xác nhận rằng Son Na-eun sẽ đóng vai chính trong phim kinh dị Nàng dâu bị nguyền. Cùng năm, cô được chọn tham gia trong chương trình ngắn tập Lời chia tay đẹp nhất dài 4 tập của Noh Hee-kyung. Năm 2020, Son Na-eun đóng vai chính trong bộ phim truyền hình mới Dinner Mate của MBC với tư cách là một người có ảnh hưởng trên mạng xã hội nổi tiếng.
Vào tháng 1 năm 2021, Son Na-eun được thông báo sẽ xuất hiện trong bộ phim truyền hình No Longer Human.
Vào tháng 4 năm 2021, Son Na-eun rời Play M Entertainment sau 10 năm gắn bó với công ty. Tuy nhiên, cô vẫn sẽ tiếp tục hoạt động với tư cách là một thành viên của Apink và sẽ tham gia vào album kỷ niệm 10 năm của nhóm vào cuối năm. Sau đó vào tháng 5 năm 2021, Son Na-eun đã ký hợp đồng với YG Entertainment với tư cách là một nữ diễn viên.
Vào ngày 8 tháng 4 năm 2022, có thông tin rằng cô sẽ rút khỏi nhóm do khó cân bằng công việc vừa là một diễn viên vừa là một thần tượng. Điều này sau đó đã được IST Entertainment xác nhận thông qua fancafe của nhóm.

## Hình ảnh công chúng
Trong giới thương mại Hàn Quốc, Son Na-eun thường được gọi là "sold-out girl". Biệt danh này bắt nguồn sau khi tất cả các sản phẩm mà Son Na-eun quảng cáo bắt đầu bán hết trong thời gian kỷ lục. Những bức ảnh với bất kỳ sản phẩm nào được đăng tải trên mạng xã hội của cô cũng khiến các mặt hàng đó bán hết sạch, bao gồm cả quần legging của Adidas được mệnh danh là "Naeun Leggings" và được coi là người mẫu không chính thức của hãng. Sản phẩm của một thương hiệu rượu cũng cần được sản xuất và tái nhập kho nhiều lần sau khi một bức ảnh được đăng trên tài khoản Instagram của cô.
Adidas gọi Son Na-eun là biểu tượng phong cách thế hệ MZ cùng với Mino của Winner.

## Tác động và ảnh hưởng

### Nghệ thuật
Son Na-eun tiết lộ khoảnh khắc cô chắc chắn muốn theo đuổi sự nghiệp trong ngành công nghiệp âm nhạc Hàn Quốc là vì nữ ca sĩ kỳ cựu BoA.

### Quảng cáo

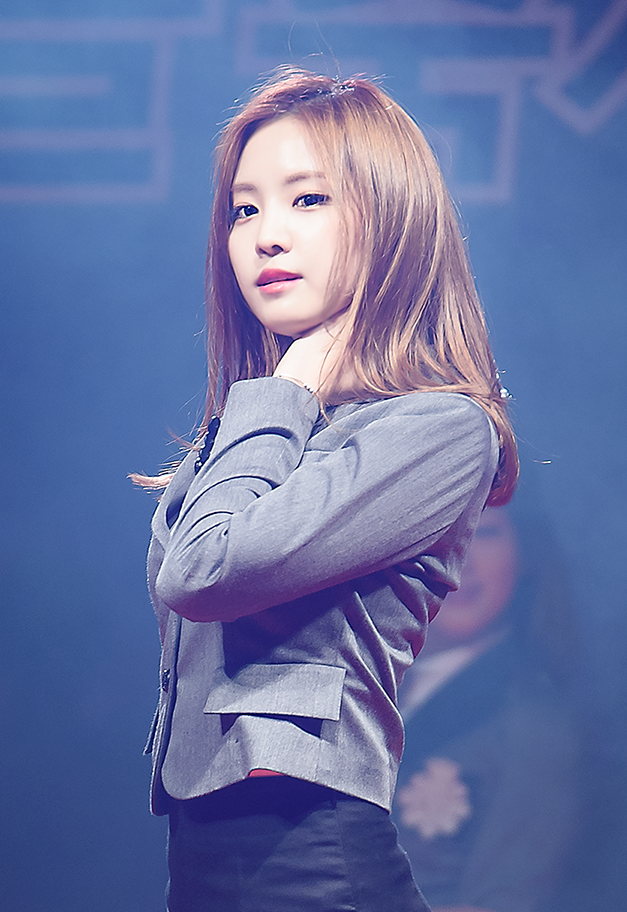
Son Na-eun tại Hosan University Festival vào năm 2015.

Thương hiệu đồ thể thao của Đức, Adidas Hàn Quốc đã thông báo Son Na-eun được chọn là người mẫu mới nhất của Adidas cùng với các cầu thủ bóng đá nổi tiếng thế giới như Gareth Bale và Son Heung-min. Lần đầu tiên cô được tiết lộ thông qua một video chiến dịch được đăng tải vào ngày 15 tháng 1 năm 2018 trên kênh YouTube của họ cùng với việc phát hành "ZNE 36Hrs Hoodie".

### Từ thiện
Để kỷ niệm sinh nhật của cô, Son Na-eun đã tổ chức một sự kiện tình nguyện với người hâm mộ của cô vào ngày 8 tháng 2 năm 2018. Họ bắt đầu với công việc tình nguyện tại Kkottongnae, một cơ sở phúc lợi nằm ở tỉnh Chungcheong Bắc. Theo công ty quản lý của cô, Plan A Entertainment, cô đã từng đến thăm cơ sở này trong những ngày còn học trung học và quyết định rằng cô sẽ trở lại một lần nữa trong tương lai. Trước đó, Son Na-eun và những người hâm mộ của cô cũng đã tự tay đan mũ cho trẻ sơ sinh cũng như tài trợ khoan giếng nước sạch cho những vùng nghèo khó ở nước ngoài.
Vào ngày 28 tháng 2 năm 2020, Son Na-eun đã quyên góp 50 triệu KRW cho Daegu Community Chest of Korea để giúp đỡ những người bị ảnh hưởng bởi đại dịch COVID-19. Ngoài ra, khoản quyên góp sẽ được sử dụng cho nguồn cung cấp cách ly và hỗ trợ y tế cho các gia đình có thu nhập thấp cư trú tại Daegu.

## Danh sách đĩa nhạc

### Sáng tác
Tất cả các khoản ghi chú của bài hát được trích từ cơ sở dữ liệu của Korea Music Copyright Association, trừ khi có ghi chú khác.
| Tên                | Năm  | Nghệ sĩ | Album | Ghi chú                                    |
| ------------------ | ---- | ------- | ----- | ------------------------------------------ |
| "Dear (Whisper)"   | 2016 | Apink   | Dear  | Với tư cách là người viết lời và soạn nhạc |
| "Cliche" (흔한 일) | 2016 | Apink   | Dear  | Với tư cách là người viết lời              |

## Danh sách phim

### Phim điện ảnh
| Năm  | Tên               | Vai         | Ghi chú         | Nguồn  |
| ---- | ----------------- | ----------- | --------------- | ------ |
| 2012 | Cưới nhầm mafia 5 | Eun Hee-jae | Diễn viên phụ   | [ 43 ] |
| 2018 | The Wrath         | Ok-boon     | Diễn viên chính | [ 44 ] |

### Phim truyền hình
| Năm       | Tên                             | Kênh | Vai               | Ghi chú             | Nguồn  |
| --------- | ------------------------------- | ---- | ----------------- | ------------------- | ------ |
| 2012      | Đại phong thủy                  | SBS  | Hae-in (thời trẻ) | Diễn viên phụ       | [ 45 ] |
| 2012      | Salamander Guru and The Shadows | SBS  | Lee Tae-eun       | Khách mời (tập 4)   | [ 46 ] |
| 2012–2013 | Childless Comfort               | JTBC | Oh Soo-mi         | Diễn viên phụ       | [ 47 ] |
| 2015      | Trở lại tuổi 20                 | tvN  | Oh Hye-mi         | Diễn viên phụ       | [ 48 ] |
| 2016      | Lọ Lem và bốn chàng hiệp sĩ     | tvN  | Park Hye-ji       | Diễn viên phụ       | [ 49 ] |
| 2017      | Lời chia tay đẹp nhất           | tvN  | Jae-young         | Diễn viên phụ       | [ 50 ] |
| 2020      | Dinner Mate                     | MBC  | Jin No-eul        | Diễn viên chính     | [ 51 ] |
| 2021      | No Longer Human                 | JTBC | TBA               | Diễn viên phụ       | [ 52 ] |
| 2021      | Lost                            | JTBC | Kang Min-jung     | Diễn viên phụ       |        |
| 2022      | Bác sĩ ma                       | tvN  | Oh Soo-jung       | Diễn viên thứ chính |        |

công ty quảng cáo
nexflix
Kang hana
diễn viên thứ chính

### Phim chiếu mạng
| Năm  | Tên                       | Kênh    | Vai      | Ghi chú           | Nguồn  |
| ---- | ------------------------- | ------- | -------- | ----------------- | ------ |
| 2018 | YG Future Strategy Office | Netflix | Bản thân | Khách mời (tập 7) | [ 53 ] |

### Chương trình truyền hình
| Năm       | Tên             | Kênh | Vai             | Ghi chú                                                            | Nguồn  |
| --------- | --------------- | ---- | --------------- | ------------------------------------------------------------------ | ------ |
| 2013      | Running Man     | SBS  | Khách mời       | tập 162                                                            |        |
| 2013–2014 | We Got Married  | MBC  | Diễn viên chính | Với Taemin; tập 167–203                                            | [ 54 ] |
| 2014      | Running Man     | SBS  | Khách mời       | tập 202-203                                                        |        |
| 2017      | Running Man     | SBS  | Khách mời       | tập 357, 360- 361                                                  |        |
| 2018      | Running Man     | SBS  | Khách mời       | Với Ahn Hyo-seop, Seo Young-hee ; tập424                           |        |
| 2019      | Running Man     | SBS  | Khách mời       | Với Apink, Gummy, Code Kunst, Nucksal, Soran tập 458- 459; 467-469 |        |
| 2020      | Gamsung Camping | JTBC | Diễn viên chính | Với Park So-dam, Na-rae, Ahn Young-mi và Solar                     | [ 55 ] |

### Xuất hiện trong video âm nhạc
| Năm  | Tên                            | Nghệ sĩ | Thời lượng | Nguồn  |
| ---- | ------------------------------ | ------- | ---------- | ------ |
| 2010 | "Breath" (숨)                  | Beast   | 4:19       | [ 9 ]  |
| 2010 | "Beautiful"                    | Beast   | 7:14       | [ 10 ] |
| 2012 | "The Person Who Once Loved Me" | Huh Gak | 7:32       | [ 56 ] |
| 2012 | "Sick" (아프다)                | Huh Gak | 5:34       | [ 57 ] |
| 2013 | "It's Over" (Drama Version)    | Speed   | 14:30      | [ 58 ] |
| 2016 | "I'm Fine" (아무렇지 않은 척)  | Victon  | 3:35       | [ 59 ] |
| 2017 | "New Face"                     | Psy     | 3:21       | [ 60 ] |
| 2018 | "Empty Words" (흔한 이별)      | Huh Gak | 5:50       | [ 61 ] |

## Quảng cáo
| Năm       | Nhãn hiệu       | Ghi chú                               |
| --------- | --------------- | ------------------------------------- |
| 2013-2015 | Peripera        | Thương hiệu mỹ phẩm                   |
| 2014      | M-Limited       | Thương hiệu thể thao (cùng với EunJi) |
| 2016      | Duoback         | Đồ nội thất (cùng với Chorong)        |
| 2017-     | Calobye         | Thương hiệu thực phẩm giảm cân        |
| 2017-2018 | Sprite          | Đồ uống                               |
| 2017-2018 | Good day SoJu   | Đồ uống                               |
| 2018      | Shu eumura      | Mỹ phẩm                               |
| 2018-     | Adidas kr       | Thương hiệu thể thao                  |
| 2019      | DrGroot Shampoo | Dầu gội                               |
| 2019-     | Neoguri         | Mì ăn liền                            |
| 2019      | Thyren Korea    | Thời trang                            |
| 2019      | Dongwon Tuna    | Thực phẩm đóng hộp                    |
| 2019      | CASS            | Hãng bia                              |

## Giải thưởng và đề cử
| Giải thưởng                        | Năm  | Hạng mục                             | Đề cử                                    | Kết quả   | Nguồn  |
| ---------------------------------- | ---- | ------------------------------------ | ---------------------------------------- | --------- | ------ |
| Korea First Brand Awards           | 2019 | Người mẫu quảng cáo nữ xuất sắc nhất | Son Na-eun                               | Đoạt giải | [ 62 ] |
| MBC Drama Awards                   | 2020 | Nữ diễn viên mới xuất sắc nhất       | Dinner Mate                              | Đề cử     | [ 63 ] |
| MBC Entertainment Awards           | 2013 | Ngôi sao của năm                     | We Got Married 4                         | Đoạt giải | [ 64 ] |
| MBC Entertainment Awards           | 2013 | Cặp đôi đẹp nhất                     | Son Na-eun (với Taemin) We Got Married 4 | Đề cử     | [ 64 ] |
| MTN Broadcast Advertising Festival | 2020 | Ngôi sao quảng cáo xuất sắc nhất     | Son Na-eun                               | Đoạt giải | [ 65 ] |